# Берестів-над-Лабірцем
Берестів-над-Лабірцем (Берестів над Лабірцем) (словац. Brestov nad Laborcom) — село в Словаччині, Меджилабірському окрузі Пряшівського краю. Розташоване в північно-східній частині Словаччини, у долині річки Лаборець, на автошляху Меджилабірці-Гуменне.
Вперше згадується у 1434 році.

## Населення
| Рік:            | 1994. | 2004.    | 2014.    | 2024.    |
| --------------- | ----- | -------- | -------- | -------- |
| Кількість осіб: | 90    | 68       | 105      | 130      |
| Різниця:        |       | -24,44 % | +54,41 % | +23,80 % |

| Рік:            | 2023. | 2024.   |
| --------------- | ----- | ------- |
| Кількість осіб: | 127   | 130     |
| Різниця:        |       | +2,36 % |

В селі проживає 92 особи.
Національний склад населення (за даними останнього перепису населення — 2001 року):
- русини — 72,06 %
- словаки — 14,71 %
- роми — 13,24 %

Склад населення за приналежністю до релігії станом на 2001 рік:
- греко-католики — 79,41 %,
- римо-католики — 16,18 %,
- православні — 2,94 %,
- не вважають себе віруючими або не належать до жодної церкви: 1,47 %